# Distrito de Ab Kamari
Ab Kamari (Hispanizado como Ab Camarí) es un distrito de la Provincia de Badghís, Afganistán. La población se estima en 36.300 personas en el año 2002, siendo el 80% de origen tayico, una minoría de la población es de etnia pastún.
La capital del distrito es Sang Atesh. También se ubican algunas localidades como Ab Khuda'i, Alkhan, Anjir, Duzdanak, Gana Gul, Khalifa y Papal. El distrito es conocido por sus bosques de pistachos. 